# برادلي ريتسون
برادلي ريتسون (بالإنجليزية: Bradley Ritson)‏ (27 مارس 1982 بديربان في جنوب أفريقيا - ) هو لاعب كرة قدم جنوب أفريقي في مركز الهجوم. لعب مع بيدفيست ويتس وموروكا سوالوز ونادي أمازولو.